# Openluchtmuseum Fort Nieuw-Amsterdam
Het Openluchtmuseum Fort Nieuw Amsterdam is een openluchtmuseum in Nieuw-Amsterdam in Suriname, aan de overzijde van de Surinamerivier vanaf Paramaribo.
Er tegenover bevindt zich het Telecommunicatiemuseum.

## Geschiedenis
Het museum is een initiatief van vooral Jim Douglas, de districtscommissaris van Commewijne, die het fort een nieuwe bestemming gaf. Hij wilde de streek rond Nieuw-Amsterdam ontwikkelen en het fort kon daarbij als trekpleister dienen. Binnen de vestingwallen werd een openluchtmuseum gerealiseerd dat in 1968 werd geopend. Douglas wilde de geschiedenis van Suriname op een aantrekkelijke manier onder de aandacht brengen van zijn landgenoten. In de jaren 1980 raakte het openluchtmuseum in verval. In 2007 werd het twintig hectare grote terrein met Nederlandse steun opnieuw opgeknapt en werd het museum heropend. Het trekt jaarlijks ruim 40.000 bezoekers. 

## Locatie

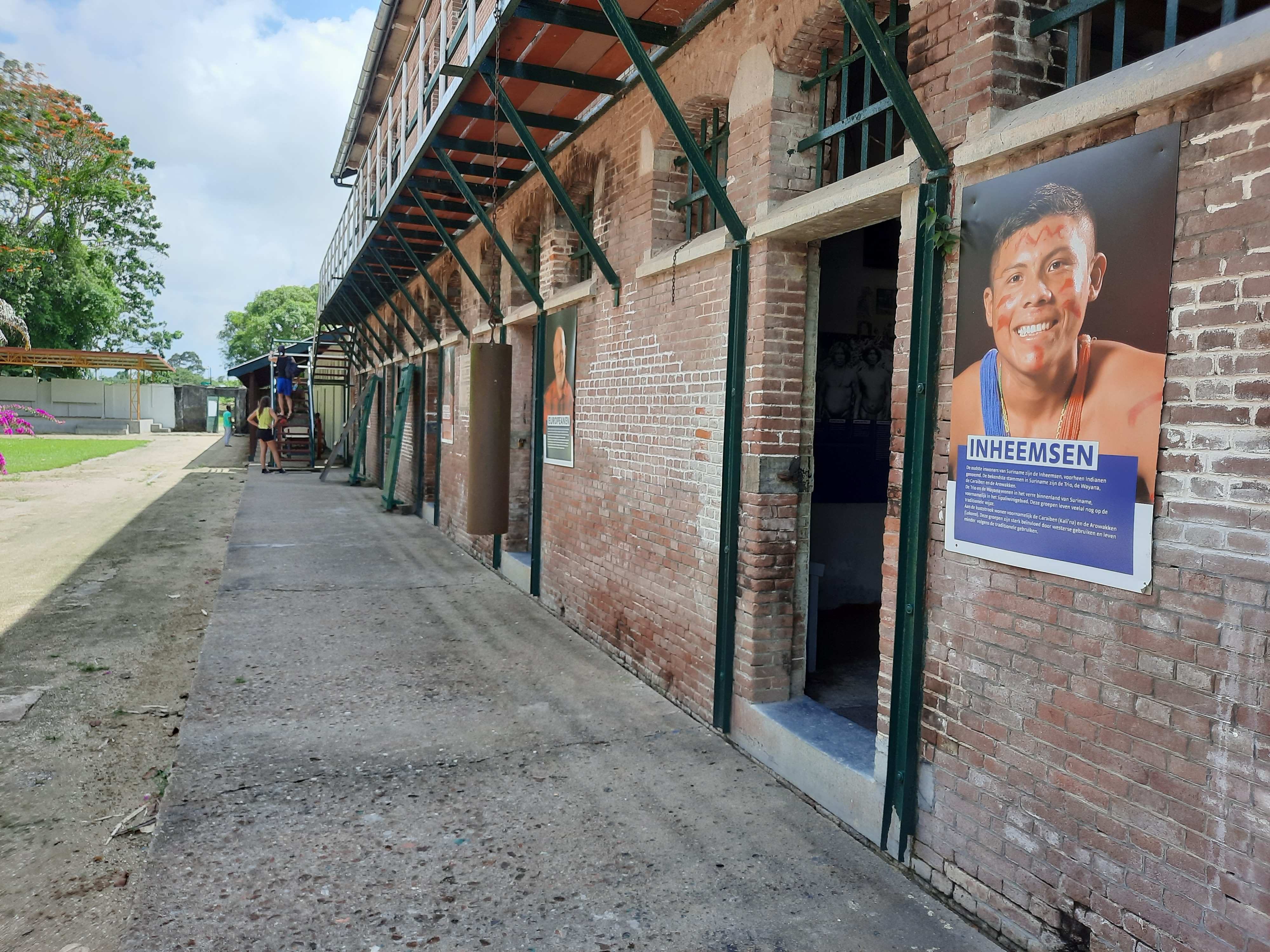
In het gevangenisgebouw zijn er museumruimtes over de geschiedenis van het fort, Suriname en de verschillende bevolkingsgroepen

Nadat men per korjaalboot de rivier is overgestoken komt men in het park dat om het fort ligt. Er staan oude kanonnen en gerenoveerde huizen, waaronder de twee gerenoveerde kruithuizen. Ook de gevangenis is gerestaureerd. 

### Gevangenis
Na de afschaffing van de slavernij en de meeste lijfstraffen ontstond er in Suriname behoefte aan meer gevangenissen. In 1872 werd de gevangenis van Fort Nieuw-Amsterdam gebouwd. In de gevangenis waren vier isoleercellen. Hierin was een houten brits en een emmer om de behoefte te doen. Er was geen daglicht. Men werd er minstens een week lang in opgesloten en mocht slechts eenmaal per dag even naar buiten om water en brood te nuttigen.
In 1942 werden 146 in Nederlands-Indië geïnterneerde Duitse mannen en NSBers overgebracht naar Suriname. Ze werden opgesloten in de gevangenis van Fort Nieuw-Amsterdam. Een arts, dr. Schoonheyt werd op verdenking van een vluchtpoging drie weken in een isoleercel gezet. Daarna werd hij voor een tribunaal gebracht. Gevangenis-commandant kolonel J.K. Meyer gaf opdracht hem te fusilleren. De korporaal die deze opdracht kreeg weigerde, en de dokter bleef leven. Later werd Schoonheyt met zijn medegevangenen overgebracht naar Kamp Jodensavanne waar hij clandestien veel voor de inheemse bevolking heeft gedaan. Hij werd na de oorlog benoemd tot Ridder in de Orde van Oranje Nassau.
De gevangenis werd op 30 maart 1982 gesloten. Na renovatie is het een museum geworden.
In het museum bevinden zich enkele koetsen koetsen uit de 18e eeuw, waarvan er drie uitsluitend voor begrafenissen waren bestemd: een witte met glas in de ramen voor de welgestelden, een zwarte voor de gewone man en een witte koets met gordijntjes voor Hindoestanen.

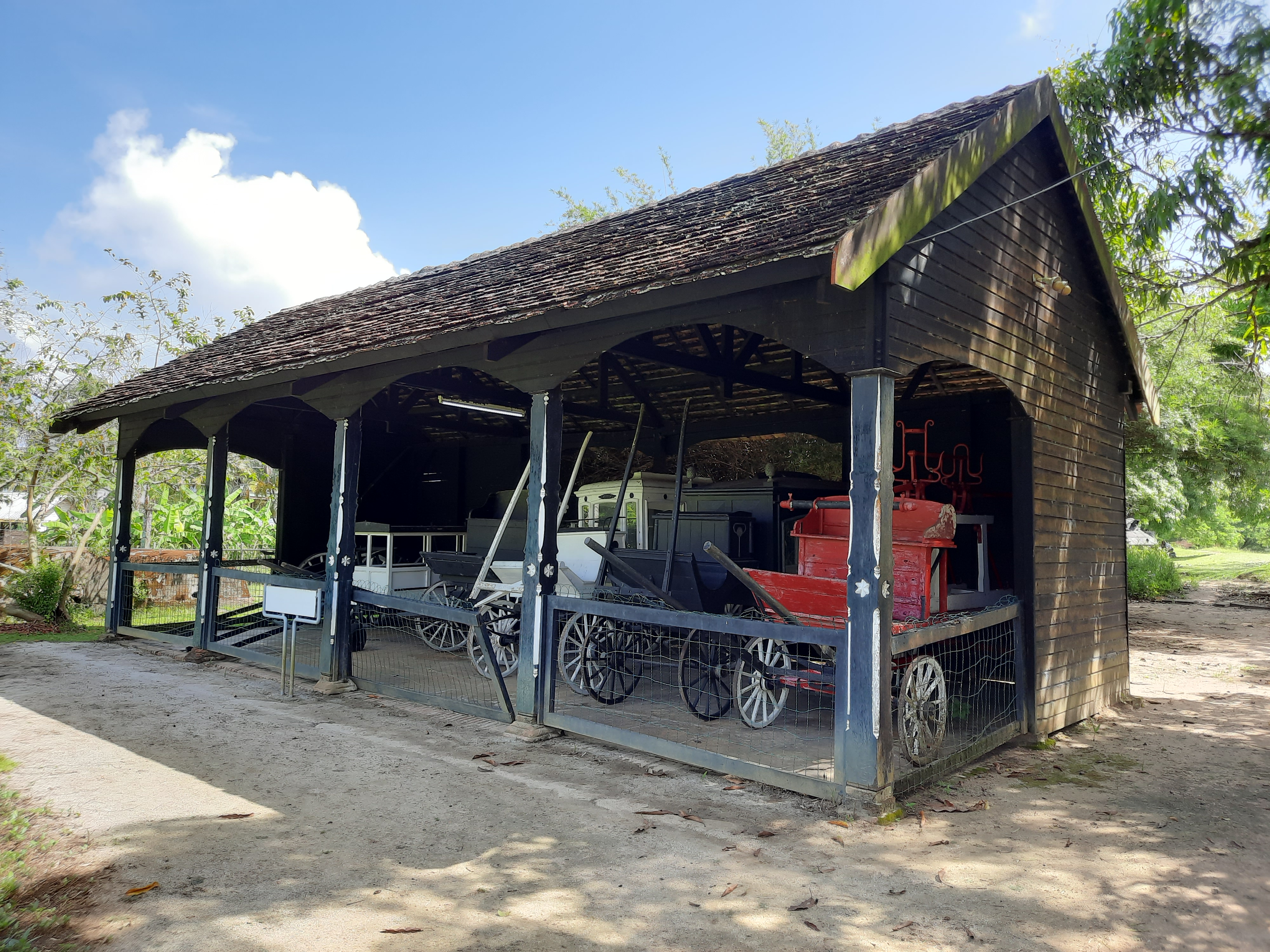
Koetsen
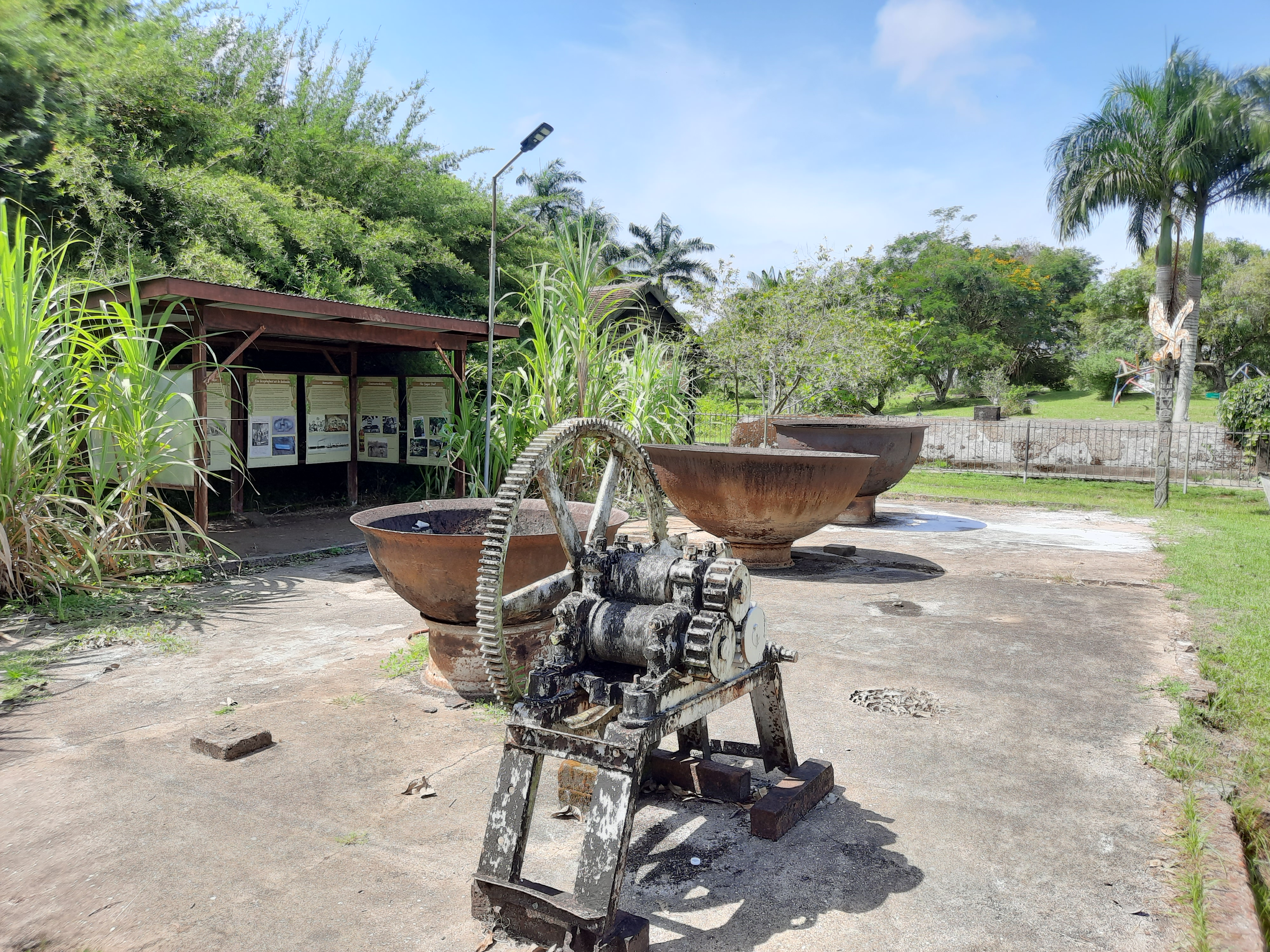
Rietsuikerraffinage
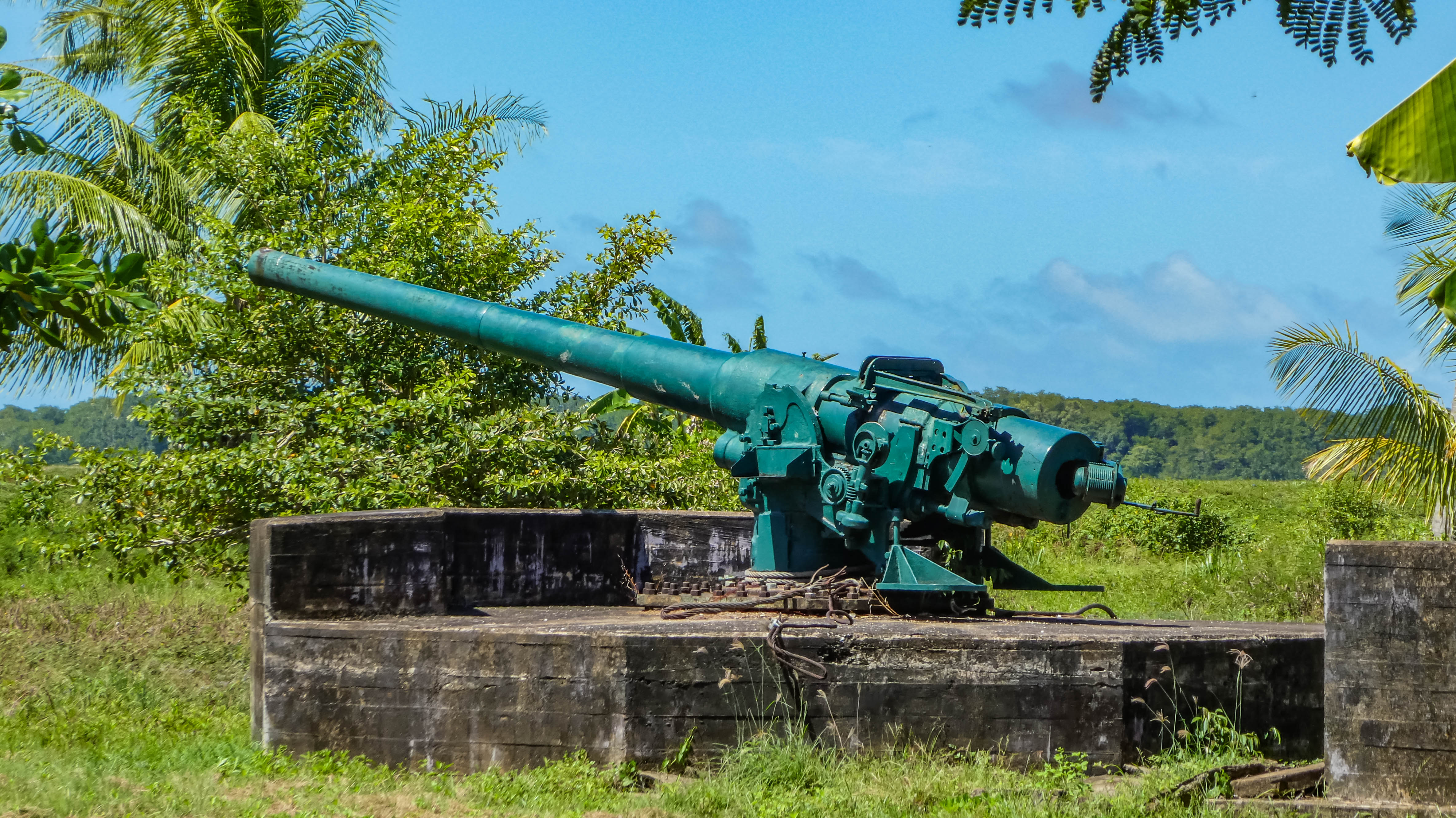
Amerikaans canon
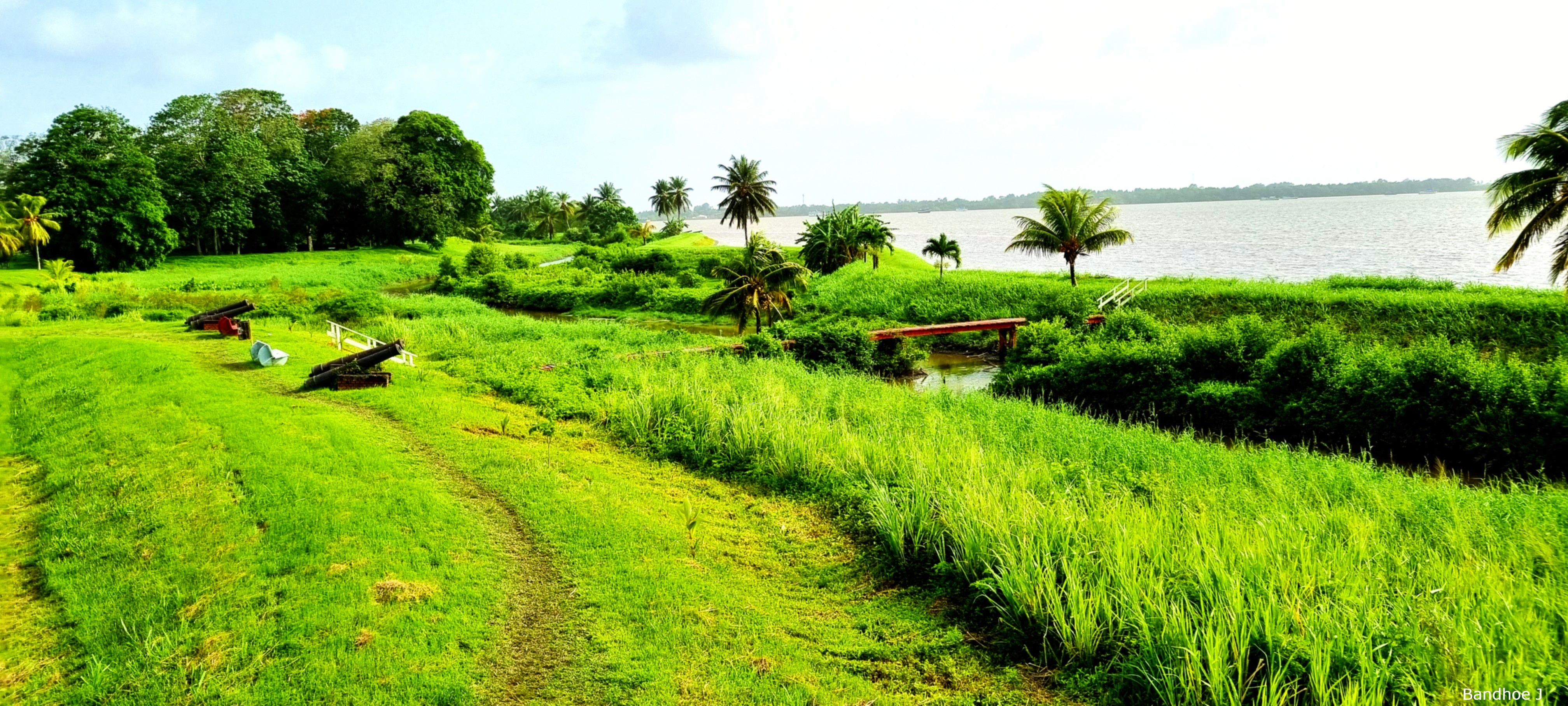
Zicht over de Commewijne

### Monumenten
Er staan diverse monumenten in het park van het museum:
- Het Onafhankelijkheidsmonument
  - Met "Free Sranan", onthuld in verband met 35 jaar onafhankelijkheid, 25 november 2010.
- Monument 155 jaar Vestiging Chinezen in Suriname, gemaakt door Paul Woei, onthuld op 20 oktober 2006 door president Venetiaan. Het opschrift luidt Op 20 oktober 1853 zetten op deze plaats de eerste Chinese contractarbeiders voet aan wal in Suriname.
- Tip Tip ter herdenking van de 30 jaar staatkundige onafhankelijkheid van de Republiek Suriname, onthuld op 28 maart 2006, gemaakt door George Struikelblok
- Baba en Mai, ter herinnering aan de Hindoestaanse immigratie

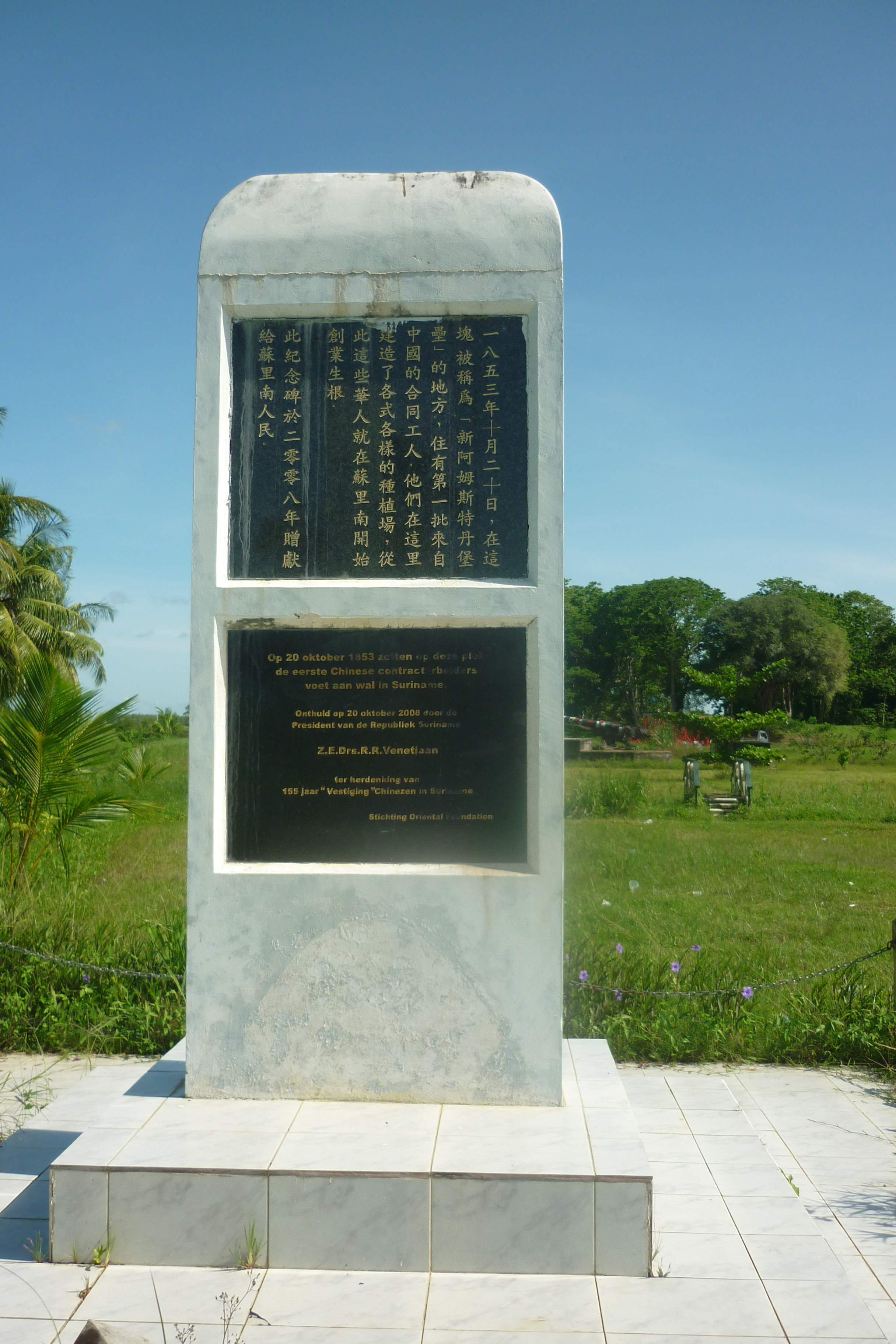
Monument 155 jaar Chinese immigratie
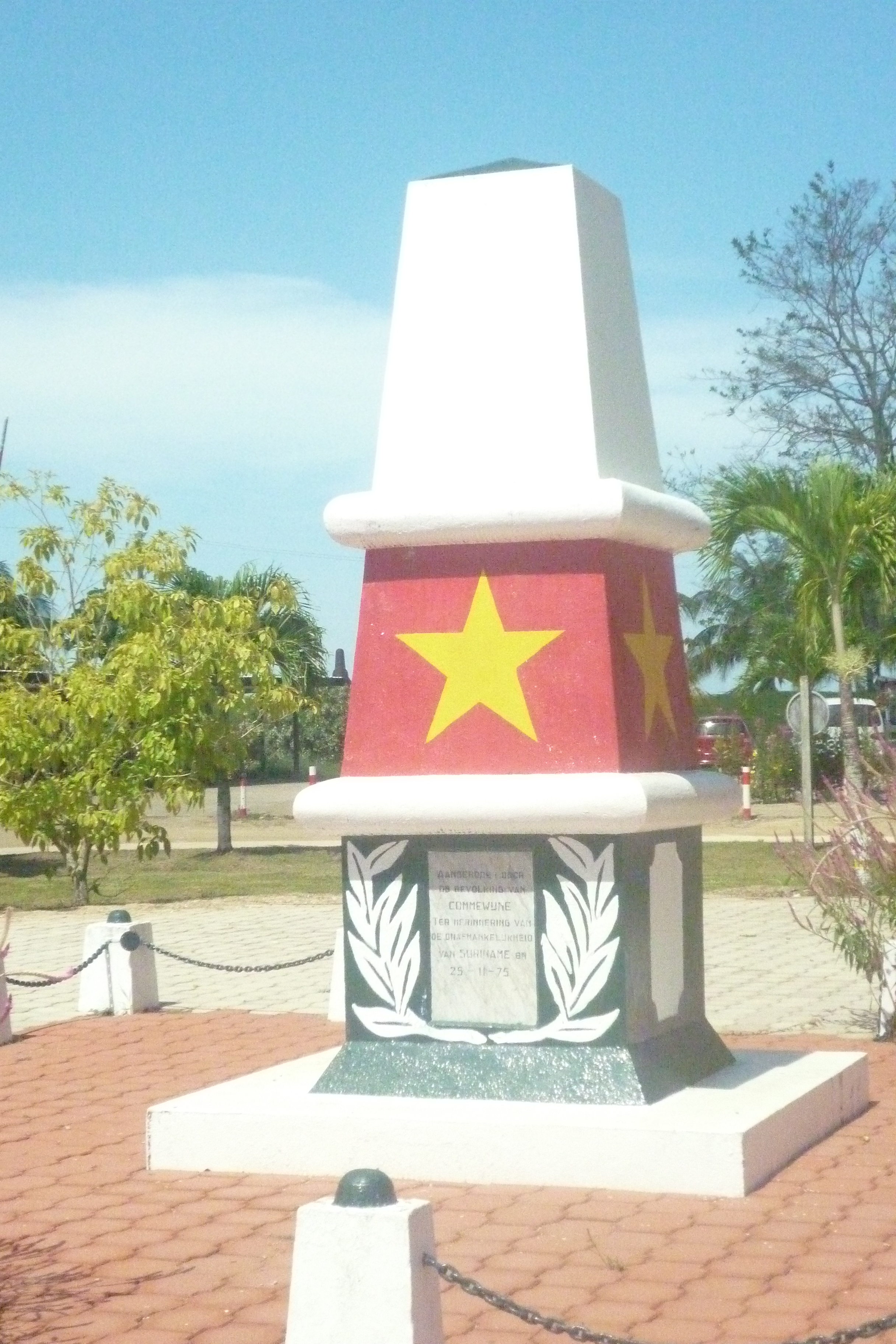
Onafhankelijkheidsmonument
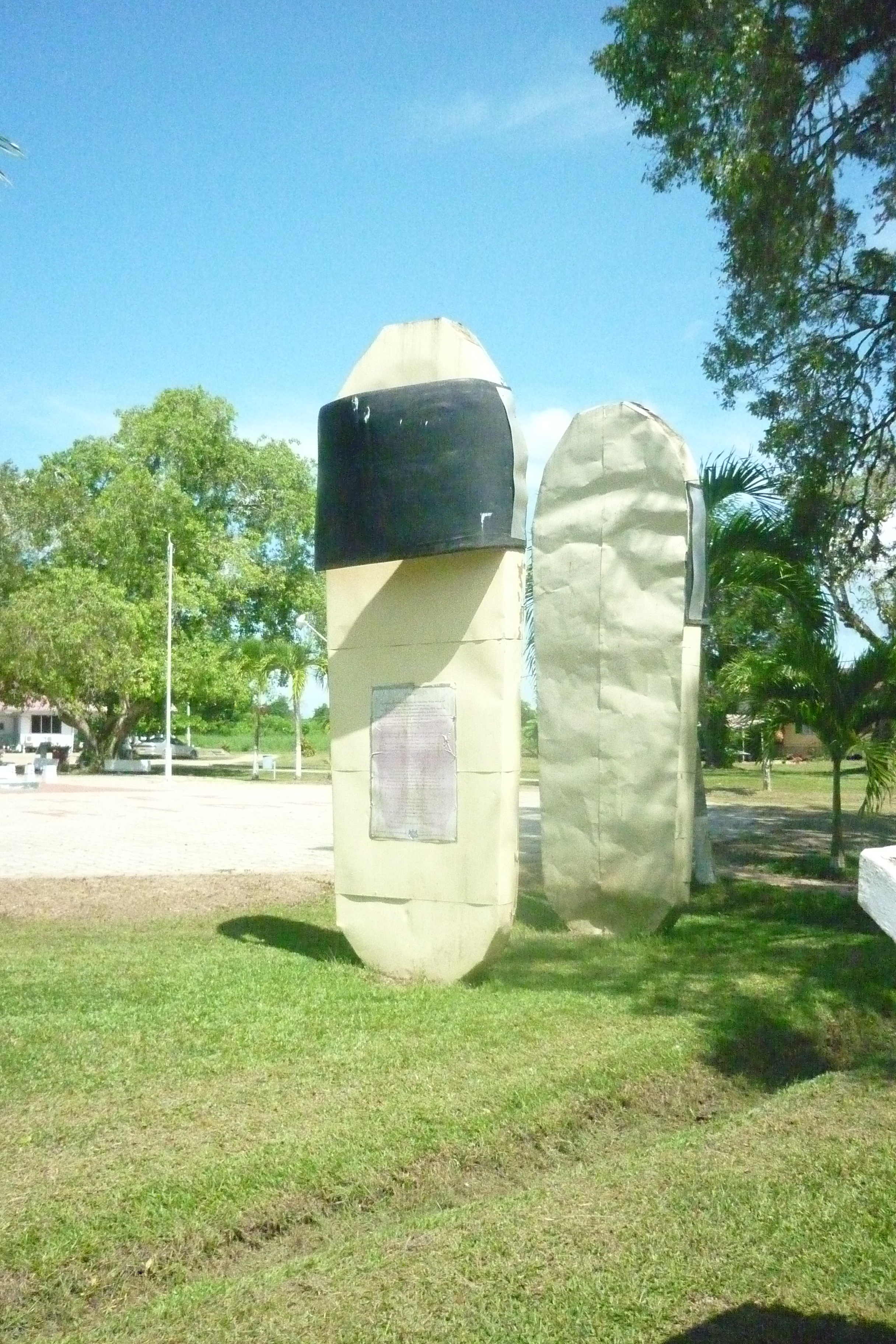
Tip Tip

### Cultuurtuin
Titus van Asch van Wijck, die vanaf 1891 gouverneur van Suriname was, liet bij Fort Amsterdam een cultuurtuin aanleggen met planten uit Indonesië. Er staan anno 2011 nog steeds grote mango- en  tamarindebomen. Er is een vijver vol lelies en een enkele lotus.

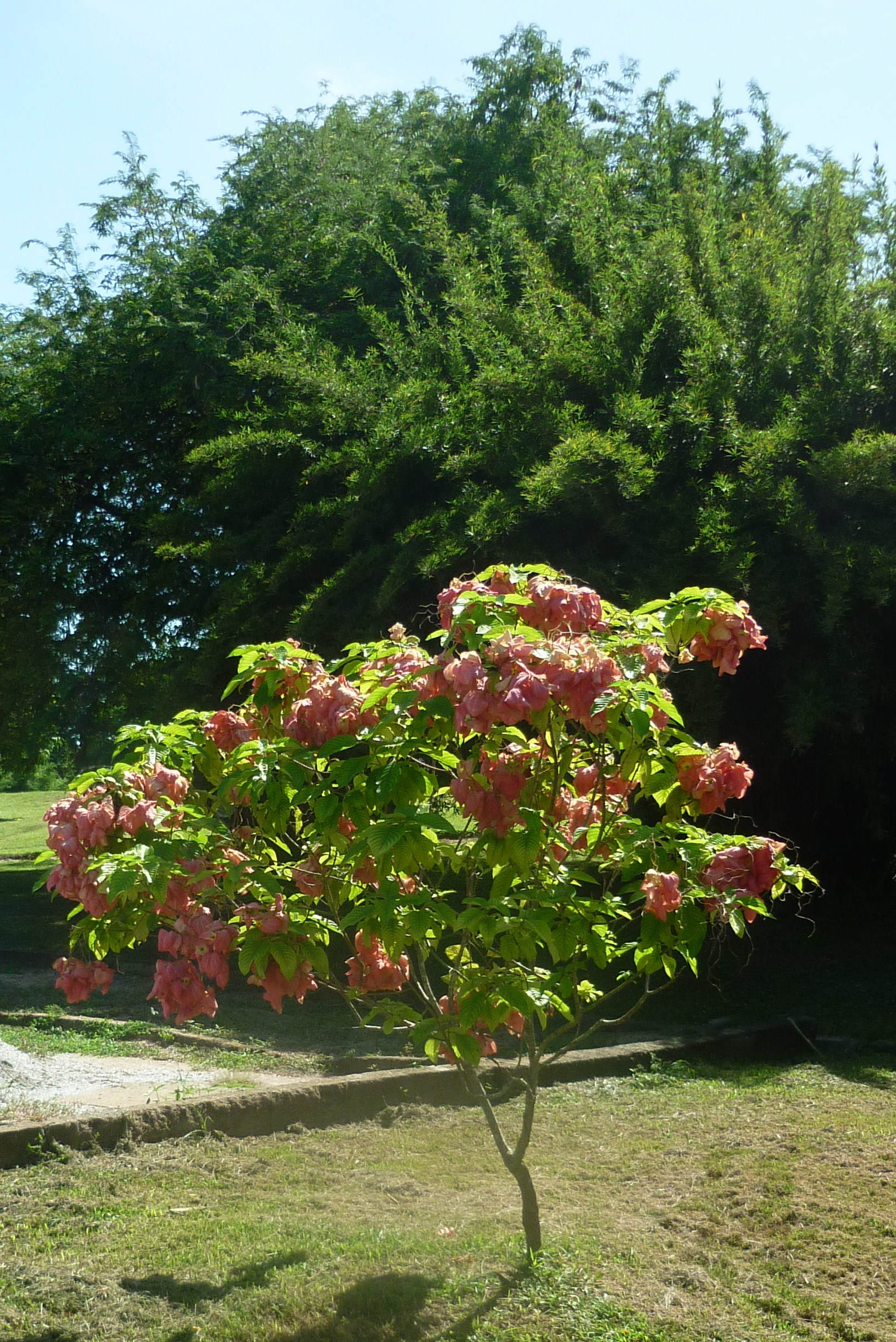
Musianda boompje
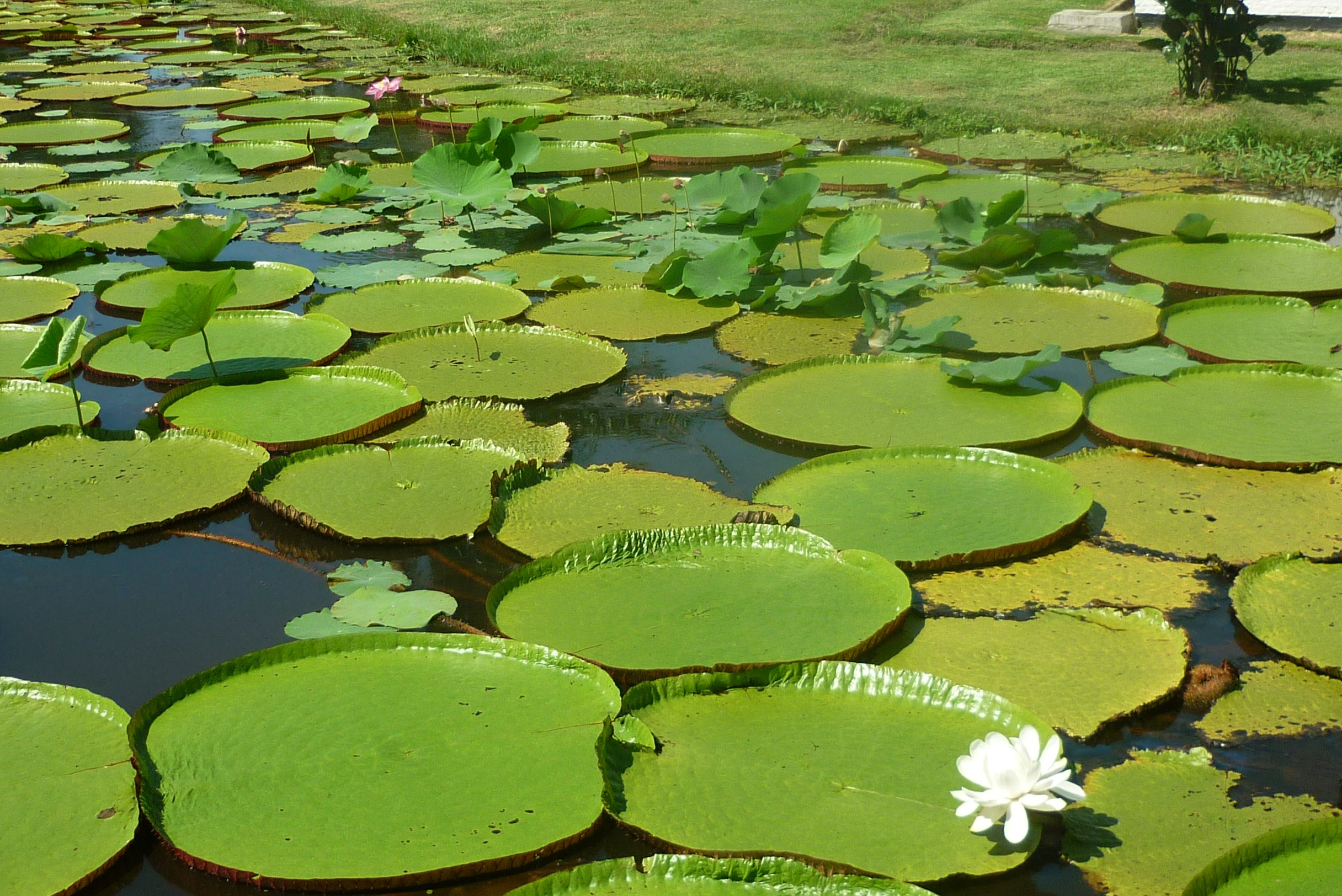
Lotus en waterlelie
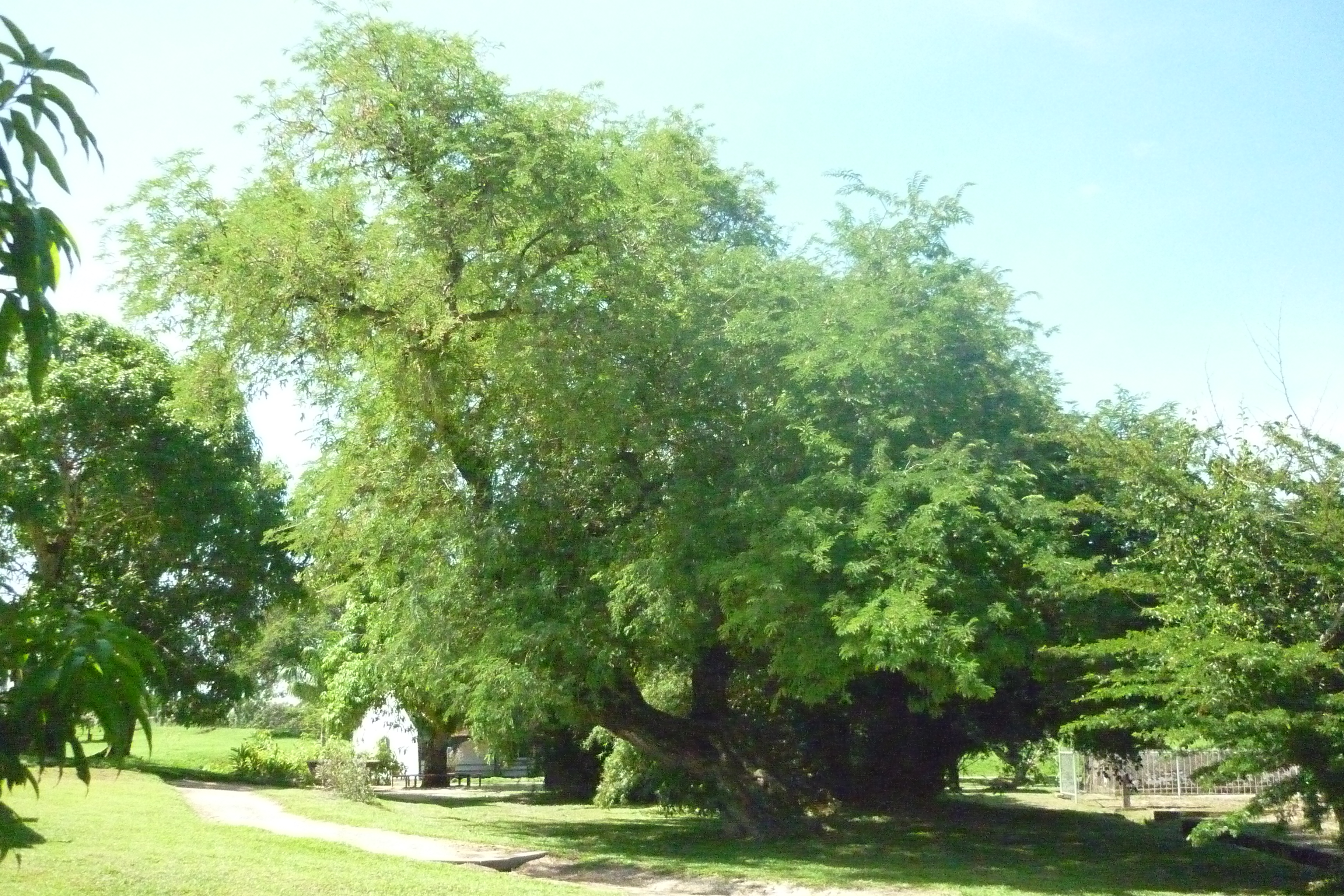
Bloeiende tamarinde
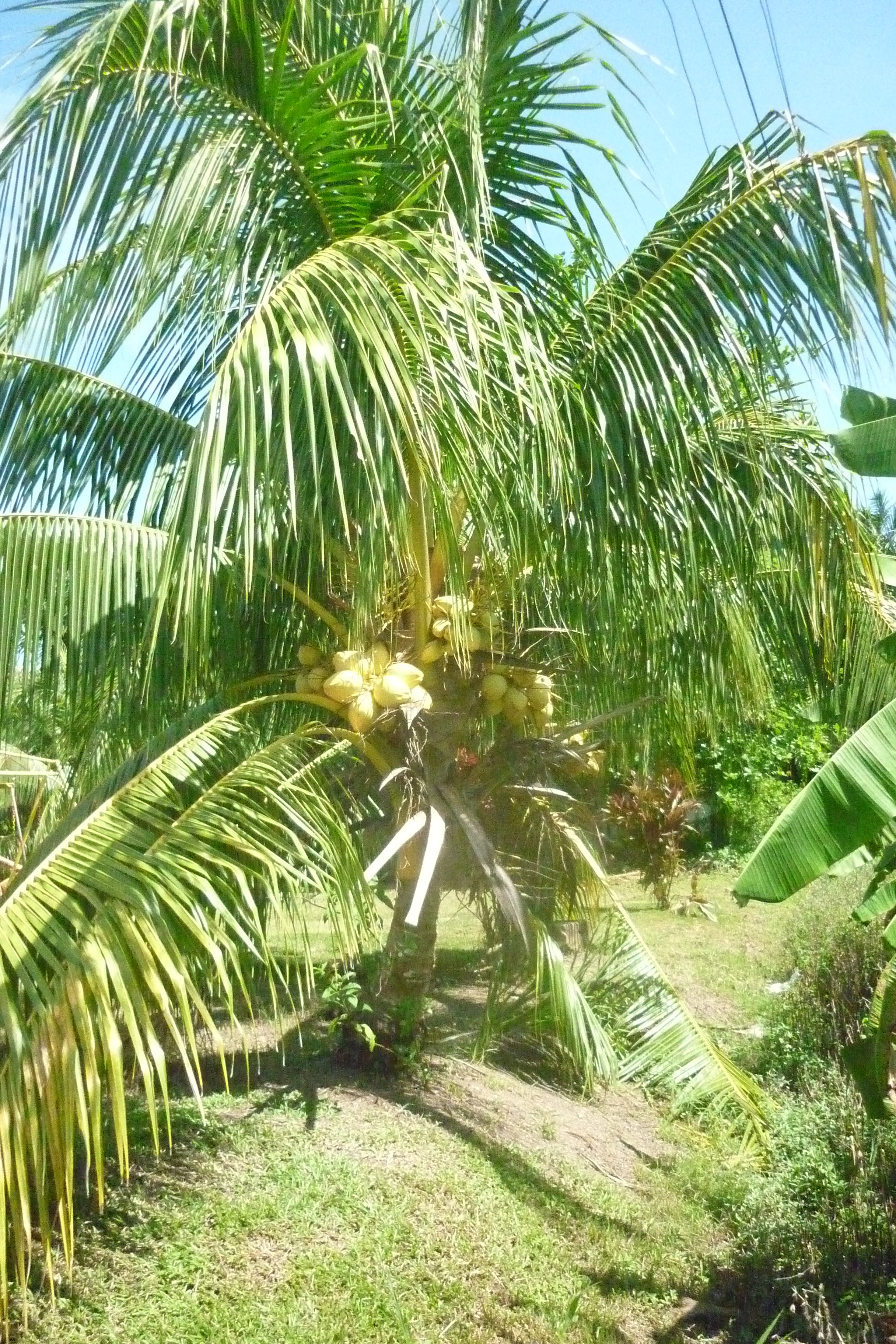
Klapperboom